# Proceso rollo-a-rollo

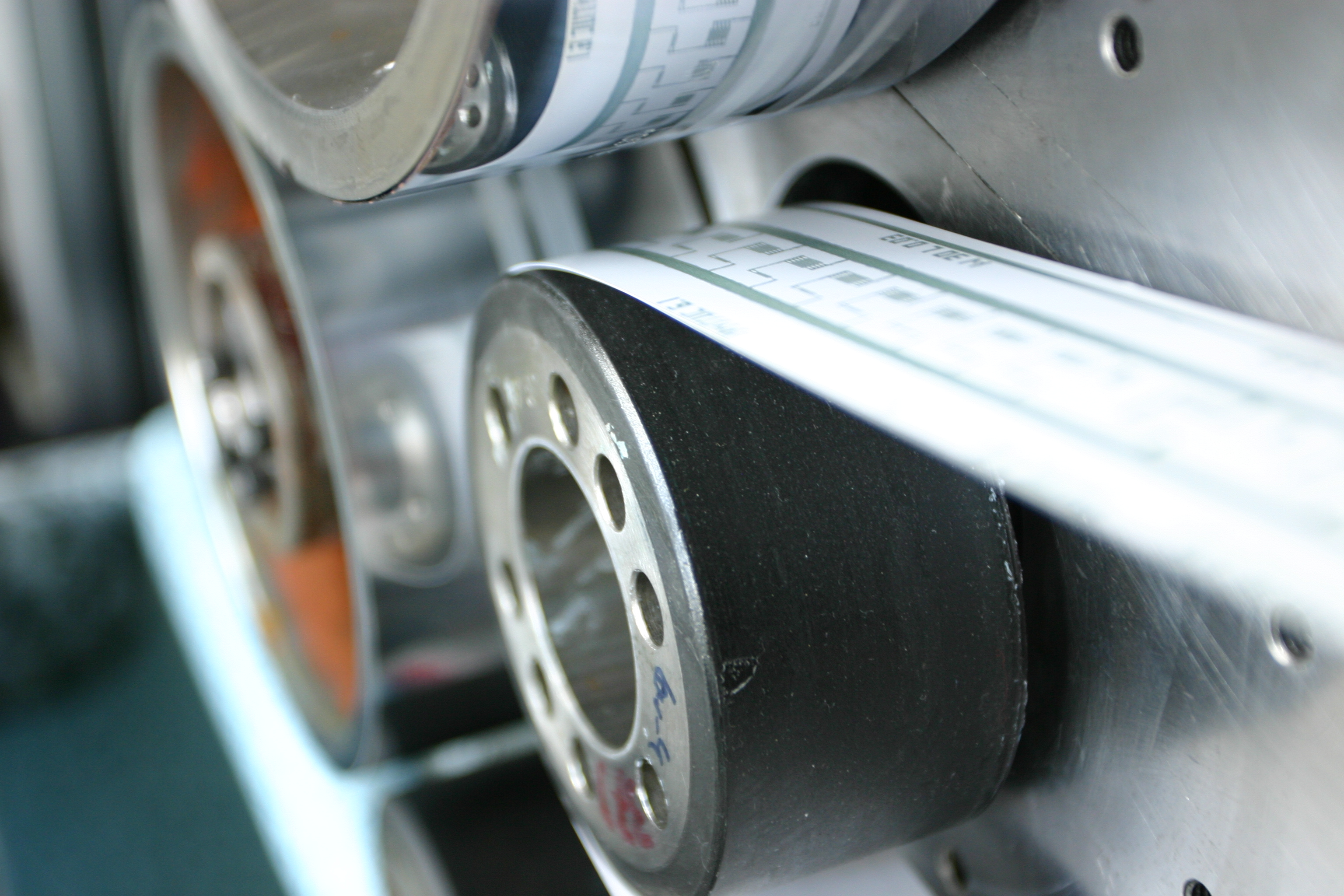
Producción de estructuras electrónicas mediante impresión por huecograbado sobre papel (Universidad Tecnológica de Chemnitz)

En el campo de los dispositivos electrónicos, el proceso rollo-a-rollo, también conocido como procesamiento web, procesamiento de carrete a carrete o R2R, es el proceso de creación de dispositivos electrónicos en un rollo de plástico flexible o de aluminio. En otros campos que comiencen a emplear este término, puede hacer referencia a cualquier proceso de aplicación de revestimientos, impresiones o a la realización de otros procesos a partir de un rollo de un material flexible y rebobinado después del proceso, para crear un rollo de salida. Estos procesos se pueden agrupar bajo el término general de conversión. Una vez que los rollos de material se han recubierto, laminado o impreso normalmente, se cortan a su tamaño final en una cortadora-rebobinadora.